# Бородин, Василий Александрович
Васи́лий Алекса́ндрович Бороди́н (23 марта 1921, Студёново, Яранский уезд, Вятская губерния — 29 марта 2007, Йошкар-Ола, Марий Эл) — советский социальный работник, общественный деятель. Председатель Марийского республиканского правления Всероссийского общества слепых (1952—2001). Заслуженный работник социального обеспечения РСФСР (1985). Участник Великой Отечественной войны. Член ВКП(б) с 1944 года.

## Биография
Родился 23 марта 1921 года в д. Студёново ныне Санчурского района Кировской области в семье крестьянина-середняка. Окончил в г. Йошкар-Оле Марийской АССР среднюю школу № 10 и в 1939 году — Марийский оптико-механический техникум.
В 1939 году призван в РККА. Участник Великой Отечественной войны: в 1943 году окончил Буйнакское военное училище, командир взвода, батареи, капитан. В 1944 году после тяжёлого ранения потерял зрение, инвалид. В том же году принят в ВКП(б). В 1944 году был награждён орденом Красной Звезды, а в 1985 году ему вручили орден Отечественной войны I степени.
В 1946 году демобилизовался, вернулся в Йошкар-Олу. С 1946 года — сотрудник, в 1952—2001 годах — председатель Марийского республиканского правления Всероссийского общества слепых.
За заслуги в области социальной реабилитации инвалидов по зрению и достигнутые трудовые успехи награждён орденами Трудового Красного Знамени (1976), «Знак Почёта» (1967), медалью ордена «За заслуги перед Отечеством» II степени (2000), Почётной грамотой Президиума Верховного Совета РСФСР (1965) и несколькими почётными грамотами Президиума Верховного Совета Марийской АССР (1957, 1971, 1975, 1981). В 1985 ему было присуждено почётное звание «Заслуженный работник социального обеспечения РСФСР».
Скончался 29 марта 2007 года в Йошкар-Оле.

## Звания и награды
- Заслуженный работник социального обеспечения РСФСР (1985)[3][4]
- Орден Трудового Красного Знамени (1976)[3][4]
- Орден «Знак Почёта» (1967)[3][4]
- Орден Отечественной войны I степени (06.04.1985)[3][4]
- Орден Красной Звезды (26.01.1944)[5]
- Медаль «За победу над Германией в Великой Отечественной войне 1941–1945 гг.» (09.05.1945)[5]
- Медаль ордена «За заслуги перед Отечеством» II степени (15.05.2000)[3][4][7]
- Почётная грамота Президиума Верховного Совета РСФСР (1965)[3][4]
- Почётная грамота Президиума Верховного Совета Марийской АССР (1957, 1971, 1975, 1981)[3][4]